# The Script (album)
The Script – debiutancki album irlandzkiego zespołu rockowego The Script.

## Lista utworów
1. We Cry
2. Before the Worst
3. Talk You Down
4. The Man Who Can't Be Moved
5. Breakeven
6. Rusty Halo
7. The End Where I Begin
8. Fall for Anything
9. If You See Kay
10. I'm Yours
11. Anybody There (Bonus Track)